# Indazol
Indazol, também chamado benzopirazol ou isoindazol, é um composto orgânico heterocíclico aromático.  Este composto bicíclico consiste da fusão de benzeno e pirazol.
Derivados de indazol exibem uma ampla variedade de atividades biológicas.
Indazois são raros na natureza. 